# Mistrovství Asie a Oceánie v ledním hokeji do 18 let 1990
Mistrovství Asie a Oceánie v ledním hokeji do 18 let 1990 byl sedmý asijský U18 turnaj v ledním hokeji. Konal se od 10. do 17. února 1990 v Soulu v Jižní Koreji. Turnaje se zúčastnila čtyři družstva, která hrála dvoukolově každé s každým. Vítězství si připsali junioři Japonska před juniory Číny a juniory Jižní Koreje.

## Výsledky
|    |             | Japonsko   | Čína       | Jižní Korea | Austrálie  | V | R | P | VG | OG  | B  |
| 1. | Japonsko    | ***        | 3:1, 8:1   | 10:0, 6:2   | 26:0, 33:0 | 6 | 0 | 0 | 85 | 4   | 12 |
| 2. | Čína        | 1:3, 1:8   | ***        | 5:3, 10:4   | 17:0, 14:1 | 4 | 0 | 2 | 48 | 19  | 8  |
| 3. | Jižní Korea | 0:10, 2:6  | 3:5, 4:10  | ***         | 15:2, 18:2 | 2 | 0 | 4 | 42 | 35  | 4  |
| 4. | Austrálie   | 0:26, 0:33 | 0:17, 1:14 | 2:15, 2:18  | ***        | 0 | 0 | 6 | 5  | 123 | 0  |